# Blažovce
Blažovce é um município da Eslováquia, situado no distrito de Turčianske Teplice, na região de Žilina. Tem 3,61 km² de área e sua população em 2018 foi estimada em 165 habitantes.

## Demografia
| Ano:        | 1994 | 2004   | 2014   | 2024   |
| ----------- | ---- | ------ | ------ | ------ |
| Broj ljudi: | 162  | 166    | 163    | 165    |
| Razlika:    |      | +2,46% | -1,80% | +1,22% |

| Ano:               | 2023 | 2024   |
| ------------------ | ---- | ------ |
| Número de pessoas: | 164  | 165    |
| Diferença:         |      | +0,60% |